# رافائيل بيك
رافائيل بيك (بالإنجليزية: Abram Raphael Beck)‏ هو رسام وفنان أمريكي، ولد في 16 نوفمبر 1858، وتوفي في 29 مايو 1947.